# Partito della Gente
Il Partito della Gente (in spagnolo Partido de la Gente, PDG) è un partito politico cileno, che include posizioni dal centrodestra alla destra populista. È stato fondato alla fine del 2019, approvato dal Servizio elettorale il 26 luglio 2021. È guidato dal candidato alla presidenza 2013 e 2021 Franco Parisi e da Gino Lorenzini.
Al momento della sua approvazione, nel luglio 2021, il partito contava circa 43.000 iscritti, il secondo maggior numero di membri di tutti i partiti in Cile dopo il Partito Comunista.

## Critiche
Il partito è stato definito pigliatutto e populista, oltre ad altre aggiunte per etichettarlo come "indipendente", appellandosi al concetto di "gente" per aumentare il sostegno politico. Daniel Jadue del Partito Comunista ha criticato gli elettori del partito definendoli "egoisti" e "preoccupati solo di avere più soldi nelle proprie tasche".

## Risultati elettorali
| Elezione          | Elezione | Voti    | %    | Seggi   |
| ----------------- | -------- | ------- | ---- | ------- |
| Parlamentari 2021 | Camera   | 534.881 | 8,45 | 6 / 155 |
| Parlamentari 2021 | Senato   | 378.378 | 8,12 | 0 / 43  |

| Elezione           | Elezione | Candidato     | Voti    | %     | Esito                |
| ------------------ | -------- | ------------- | ------- | ----- | -------------------- |
| Presidenziali 2021 | I turno  | Franco Parisi | 899.403 | 12,80 | ❌ Non eletta/o (3º) |